# Tell Uqair
Tell Uqair est un site archéologique situé en Irak, environ 80 kilomètres au sud de Bagdad, qui contient les ruines d'une ancienne cité secondaire de la Mésopotamie antique. Les trouvailles indiquent que les périodes d'occupation majeure correspondent aux périodes allant d'environ 5000 à 2000 av. J.-C., mais des traces d'occupation durant la période néo-babylonienne (c. 624-539 av. J.-C.) ont été identifiées. Ce site fut fouillé en 1940-1941 par une équipe anglo-irakienne, sous la direction de Fouad Safar et Seton Lloyd, puis de façon plus brève par une équipe allemande dans les années 1970.
Les sondages ont révélé que le site était habité au moins dès la période d'Obeïd, et des bâtiments de cette époque ont été repérés au nord du tell principal (Mound A). Le monument le plus important du site est un temple (Painted Temple) daté sans doute durant la période d'Uruk tardive (c. 3300-3000 av. J.-C.), situé au centre du tell principal. Il s'agit d'un sanctuaire construit sur deux terrasses superposées, l'un des temples sur terrasses les mieux conservés de la Mésopotamie antique. La première terrasse, décorée de pilastres surmontés de cônes d'argile formant une mosaïque, s'élève sur 5 mètres. Sa façade principale est rectiligne, mesure 57 mètres de long, avec un escalier à chaque extrémité. Les autres côtés sont courbes. La seconde terrasse est rectangulaire et haute de 1,60 mètre, et supporte l'édifice supérieur. Celui-ci devait mesurer environ 18 × 22,50 mètres mais seulement une bonne moitié a été dégagée, dont la salle cultuelle principale majeure avec un autel. Il était décoré de peintures murales représentant des animaux (des félins et peut-être un bovin), des figures humaines (des dieux ?) et des motifs géométriques (surtout en forme de losanges).
Les fouilleurs du site ont également dégagé un petit sanctuaire (une « chapelle ») daté probablement de la période de Djemdet-Nasr (c. 3000-2900 av. J.-C.) à côté du temple sur terrasse, ainsi qu'une poignée de tablettes datant de la même époque. Ces dernières semblent indiquer que le site s'appelait alors Urum.
Sur un tell secondaire (Mound B), des sépultures et des restes de constructions de la fin de la période des dynasties archaïques (c. 2500-2350) et de la période d'Akkad (c. 2350-2150) ont été mises au jour.